# 2011 في سويسرا
فيما يلي قوائم الأحداث التي وقعت خلال عام 2011 في سويسرا.

## سياسة

### تعيين في المنصب
- 1 يناير – ميشلين كالمي راي رئيس الاتحاد السويسري.

### انتهاء فترة المنصب
- 4 ديسمبر – تشارلز فافر عضو المجلس الوطني السويسري.
- 4 ديسمبر – مارليس بانزيغر عضو المجلس الوطني السويسري.
- 31 ديسمبر – آلان بيرسيت عضو مجلس الولايات السويسري.
- 31 ديسمبر – ميشلين كالمي راي رئيس الاتحاد السويسري، عضو المجلس الفيدرالي السويسري.

## رياضة
- 1 يناير – طواف سويسرا 2011

## أفلام
من الأفلام التي صدرت هذه السنة في سويسرا:
- 1 يناير – فخ غوانتانامو من إخراج Thomas Wallner [الإنجليزية]‏.

## وفيات

### يناير
- 14 يناير – ستيفاني غلاسر (مواليد 1920) ممثلة سويسرية.

### سبتمبر
- 5 سبتمبر – روبيرت بالمان (مواليد 1926) لاعب كرة قدم سويسري.